# Nemanthias carberryi
Nemanthias carberryi är en fiskart som beskrevs av Smith, 1954. Nemanthias carberryi ingår i släktet Nemanthias och familjen havsabborrfiskar. Inga underarter finns listade i Catalogue of Life.